# Hipertensió renovascular
La hipertensió renovascular és un trastorn en el qual la pressió arterial alta és causada per la resposta hormonal dels ronyons a l'estrenyiment de les artèries que irriguen els ronyons. Aquest eix hormonal quan funciona correctament regula la pressió arterial. A causa del flux sanguini local baix els ronyons augmenten per error la pressió arterial de tot el sistema circulatori. És una forma d'hipertensió secundària, la causa de la qual és identificable.

## Causes
La disminució del flux sanguini pot afectar un ronyó o tots dos. Com a resultat, els ronyons alliberen hormones que fan que el cos reté sodi i aigua, donant lloc a una pressió arterial elevada. Hi ha moltes causes de disminució del flux sanguini als ronyons. Aquests inclouen:
- Estenosi de l'artèria renal per:
  - Aterosclerosi
  - Displàsia fibromuscular
- Vasculitis sistèmica
- Aneurisma de l'artèria renal
- Fístula arteriovenosa
- Embòlia arterial per manipulació endovascular
- Neoplàsia renal secretora de renina
- Hematoma subcapsular del ronyó
- Fibrosi per radioteràpia
- Compressió extrínseca de l'artèria renal o del ronyó per una massa (tumor)